# Mulya Agung (Bayung Lencir)
Mulya Agung is een bestuurslaag in het regentschap Musi Banyuasin van de provincie Zuid-Sumatra, Indonesië. Mulya Agung telt 1254 inwoners (volkstelling 2010).